# Aeroporto de Sucumi-Babushara
O Aeroporto de Sucumi-Babushara (IATA: SUI, ICAO: UGSS) é um aeroporto internacional localizado na cidade de Babushara e que serve principalmente Sucumi, capital do Abecásia, região autônoma da Geórgia, sendo o principal aeroporto da região.